# 圆基条蕨
圆基条蕨（学名：Oleandra intermedia）为条蕨科条蕨属下的一个种。其种加词“intermedia”意为“中间的”。